# Warren Archibald
Warren “Lagga” Archibald (ur. 1 sierpnia 1949 w Point Fortin) – trynidadzki piłkarz, występujący na pozycji napastnika.

## Kariera piłkarska
Warren Archibald jest absolwentem Saint Benedict's College w Trynidadzie. Karierę piłkarską rozpoczął w 1964 roku w klubie Shell FC. Następnie grał w T&T All-Stars. W 1967 roku wyjechał do Stanów Zjednoczonych grać w klubie NPSL New York Generals. W 1968 roku NPSL i USA przekształciły się w NASL i od tego momentu występował w tej lidze.
W 1970 roku przeniósł się do Washington Darts, gdzie grał do 1971 roku. Potem był wypożyczany najpierw do Miami Gatos (1972), potem do Miami Toros (1973-1976), w barwach którego został MPV ligi NASL w sezonie 1973. Potem reprezentował barwy Rochester Lancers (1976), Malvern (1977), Toronto Blizzard (1978) i K&SI Phoenix, gdzie w 1979 roku zakończył piłkarską karierę. Łącznie w NASL rozegrał 157 meczów i strzelił 54 gole.

### Kariera reprezentacyjna
Warren Archibald w reprezentacji Trynidadu i Tobago zadebiutował dnia 17 września 1968 roku w przegranym 4:0 meczu eliminacyjnym mistrzostw świata 1970 w reprezentacją Gwatemali. Ostatni raz w reprezentacji Trynidadu i Tobago zagrał 28 listopada 1976 roku w zremisowanym 2:2 meczu z reprezentacją Surinamu. Łącznie w reprezentacji rozegrał 15 meczów i strzelił 8 goli.

## Sukcesy
- MPV NASL: 1973